# Jussara ater
Jussara ater is een hooiwagen uit de familie Sclerosomatidae.